# Palacio de Brunswick

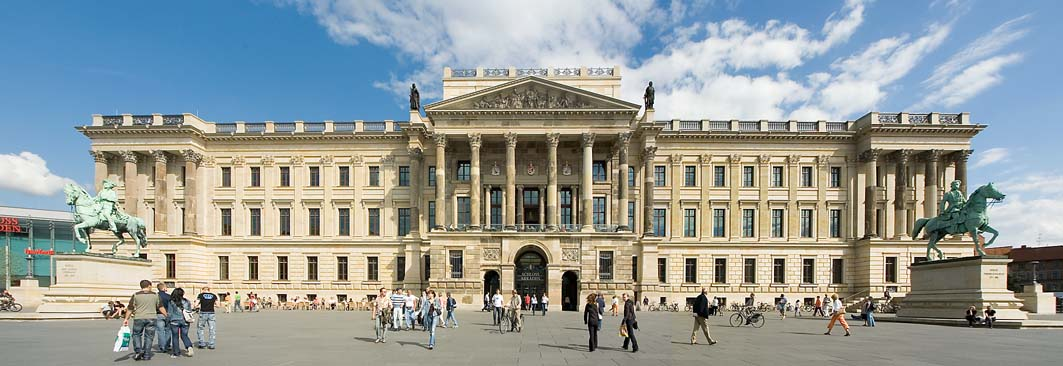
La nueva fachada con las estatuas ecuestres en agosto de 2007.

El palacio de Brunswick (en alemán: Braunschweiger Schloss o Braunschweiger Residenzschloss) en el Bohlweg en el centro de la ciudad de Brunswick (del alemán: Braunschweig), fue la residencia de los duques de Brunswick de la Casa de Welf desde 1753 hasta el 8 de noviembre de 1918.
El actual palacio de Brunswick es parte de un edificio híbrido, en gran parte comercial, reconstruido en 2007 en el Bohlweg, en el centro de la ciudad de Brunswick.

## Historia
Los trabajos en el primer edificio empezaron en 1718 bajo la dirección de Hermann Korb, maestro de obras de Brunswick, pero no pudieron completarse hasta 1791. Después de que este edificio fuera devastado en un incendio en la noche del 7 al 8 de septiembre de 1830, se construyó un segundo edificio bajo la dirección de Carl Theodor Ottmer, que se terminó en 1841. Este fue totalmente demolido en 1960 por orden del concejo municipal de la ciudad de Brunswick debido a los graves daños sufridos en raids aéreos en la II Guerra Mundial. Esta demolición fue un evento único en la Alemania Occidental, que tuvo sus paralelismos en el período de la posguerra alemana solo en varios casos de palacios en ruinas por parte del gobierno de la RDA. De 1961 a 1963, el parque del palacio  (Schlosspark) quedó en estado de abandono. 
Esta fue completamente removida en la primavera de 2005, siguiendo otra resolución del concejo municipal de 2004, con el propósito de erigir un gran centro comercial, el denominado Schloss-Arkaden (Arcadas del Palacio). De 2005 a 2007, el nuevo edificio es una combinación del centro comercial con la reconstrucción escénica de la fachada del viejo palacio, cuya forma de tres alas con cinco fachadas principales se corresponde en gran medida con el proyecto de Ottmer. Solo en el patio cubierto y en la mitad de la planta baja sobresale el centro comercial en el cuerpo que lo encierra. Como edificio independiente, continúa hacia el norte en un moderno edificio comercial. El 80 por ciento de la superficie base de la reconstrucción del palacio se usa culturalmente, como biblioteca de la ciudad y museo del palacio. El palacio reconstruido fue reabierto al público el 6 de mayo de 2007.

## Distinciones
- 2009: Premio Peter Joseph Krahe[2]

## Galería

Vistas históricas
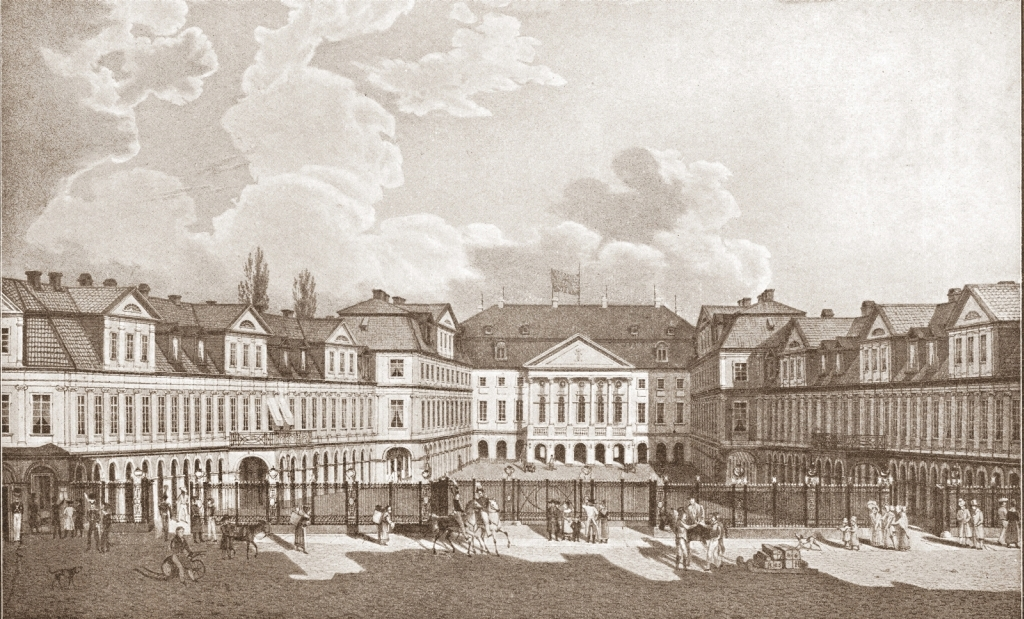
Palacio de Brunswick antes de 1830.
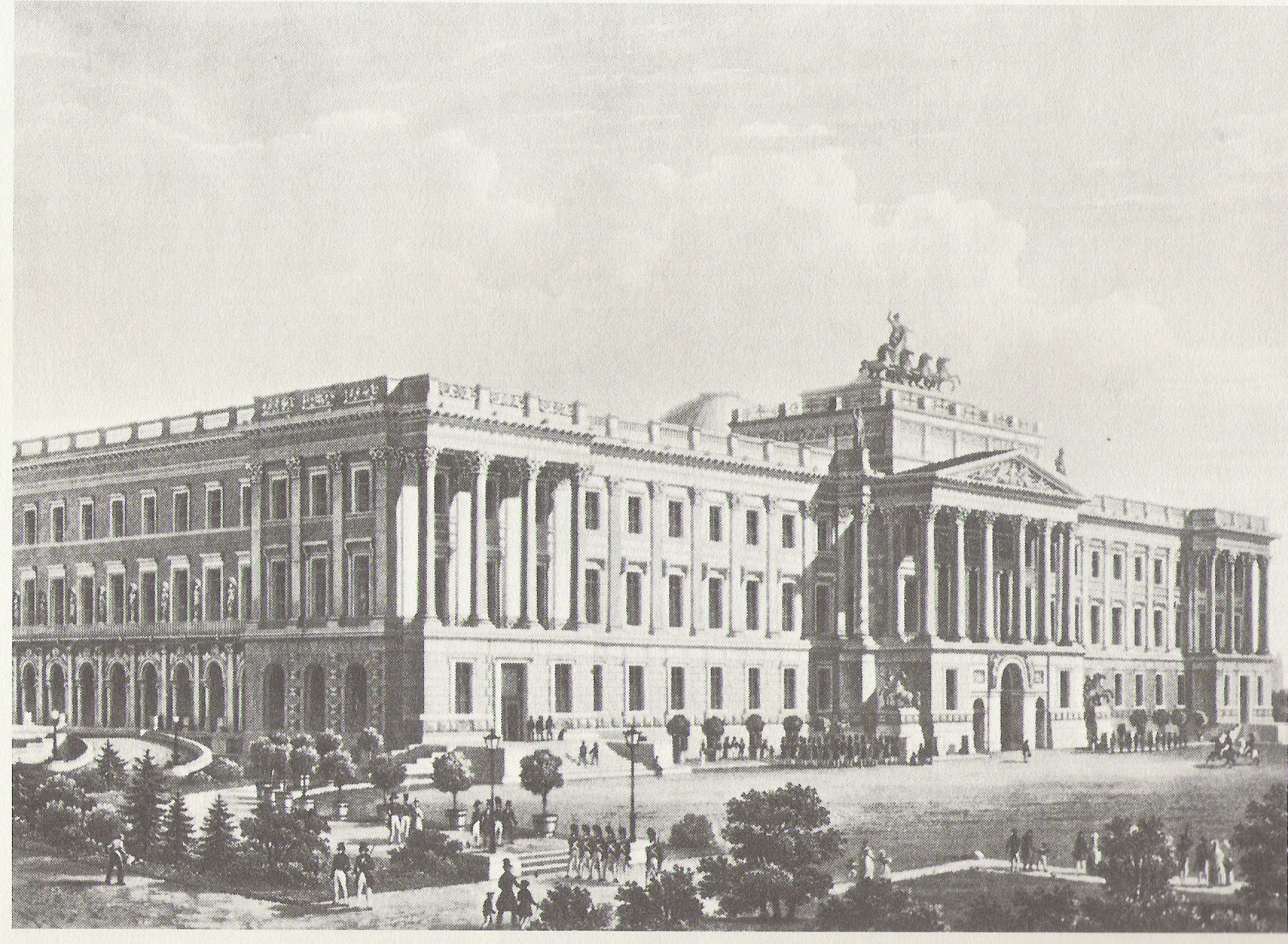
Palacio de Brunswick c. 1840.
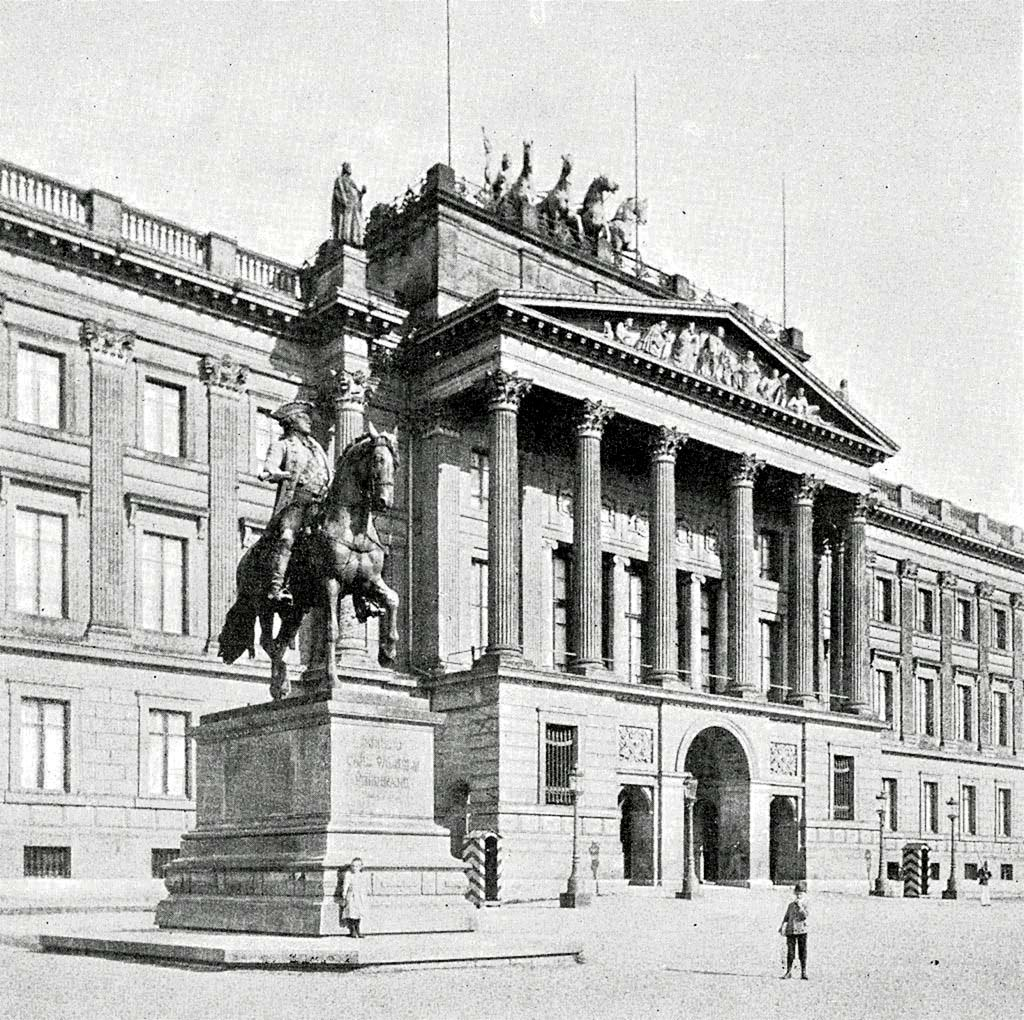
Palacio de Brunswick en 1897.
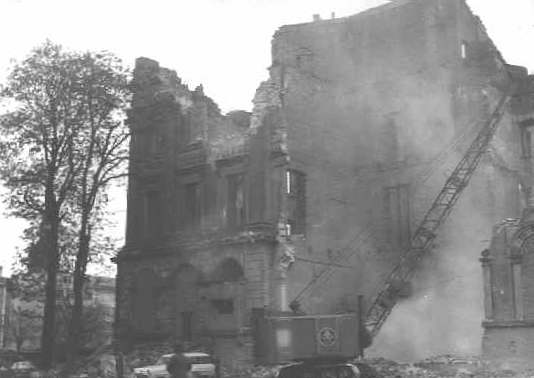
Demolición en 1960.

Reconstrucción actual
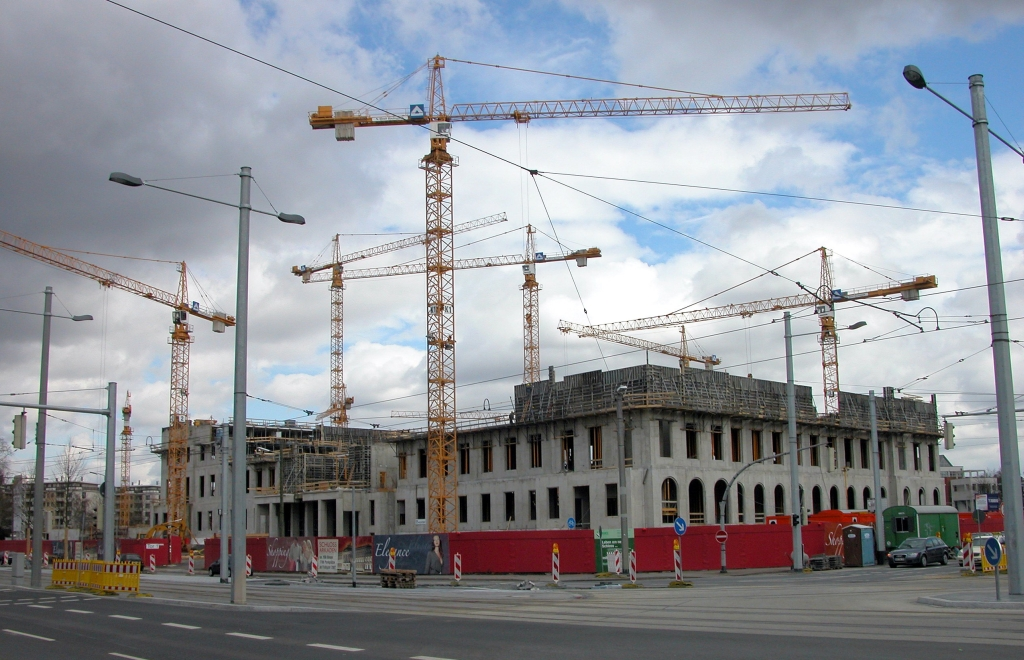
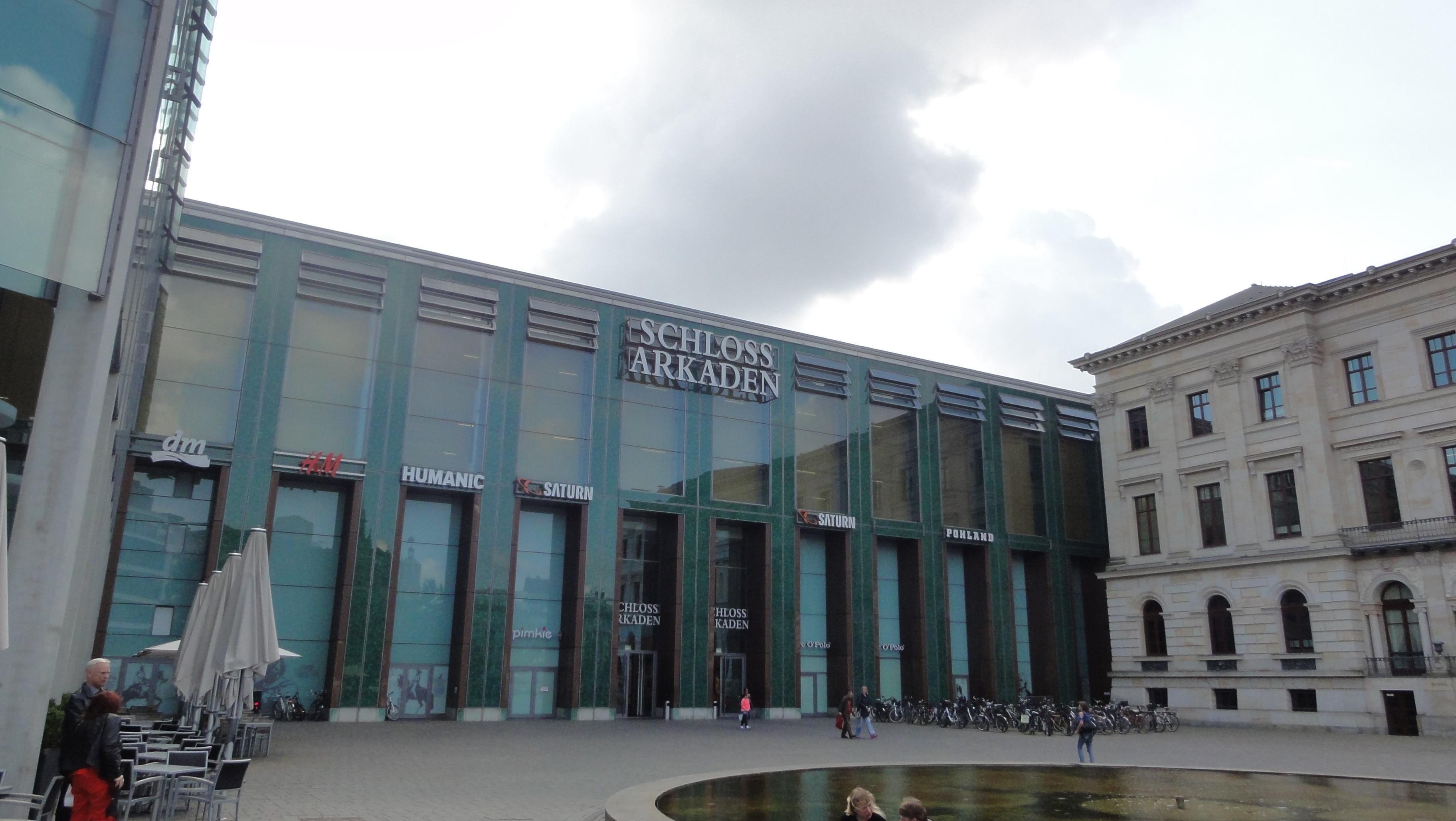
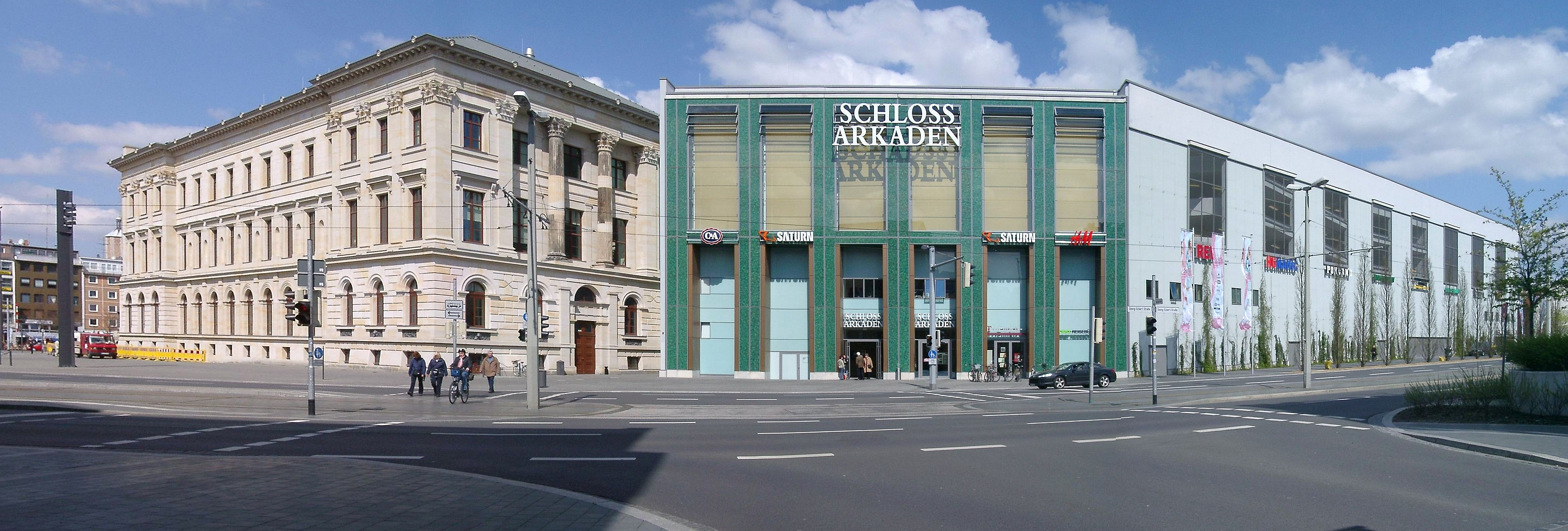

Detalles
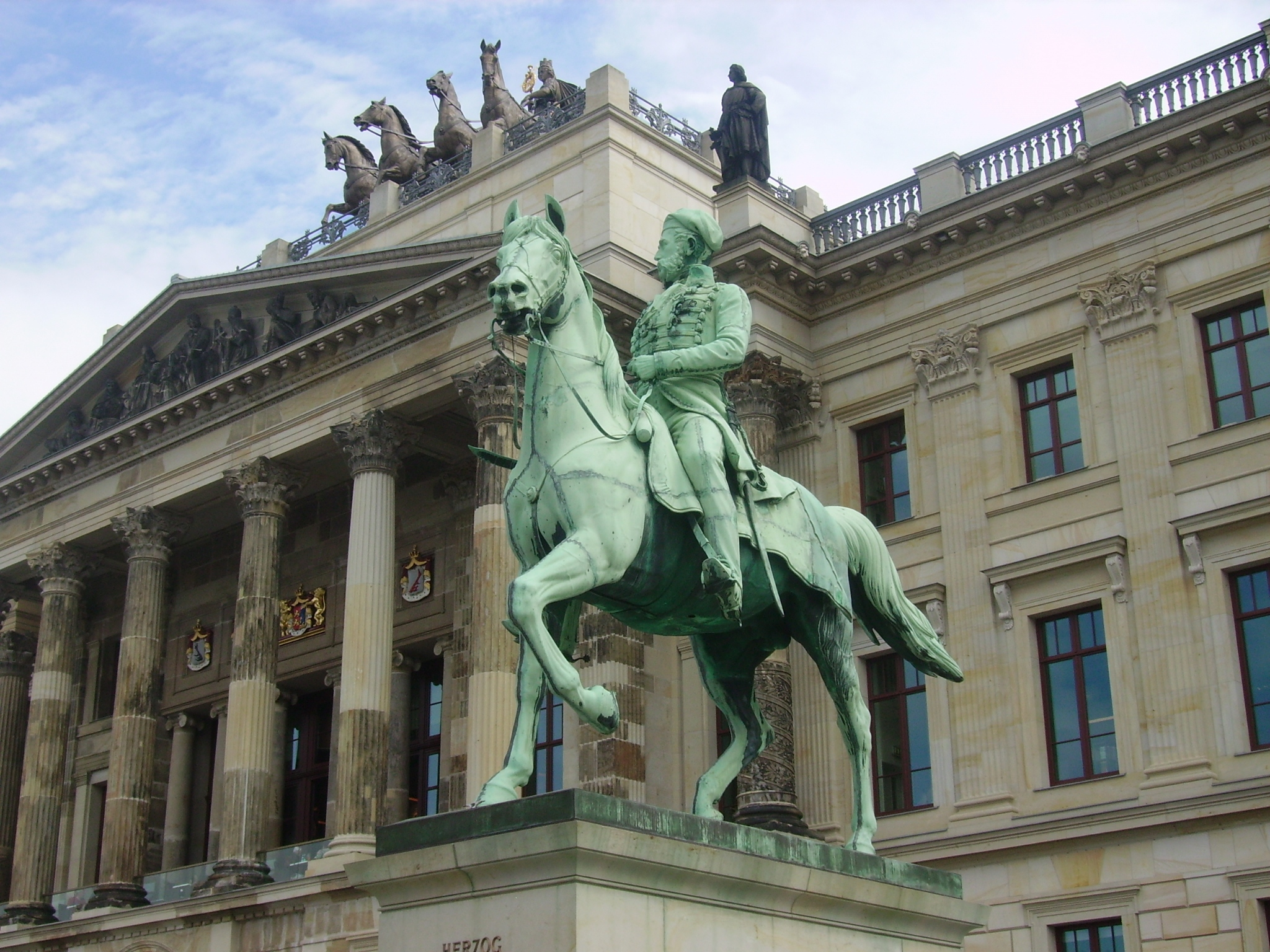
Escultura de Federico Guillermo, Duque de  Brunswick-Wolfenbüttel, en frente del Palacio de Brunswick.
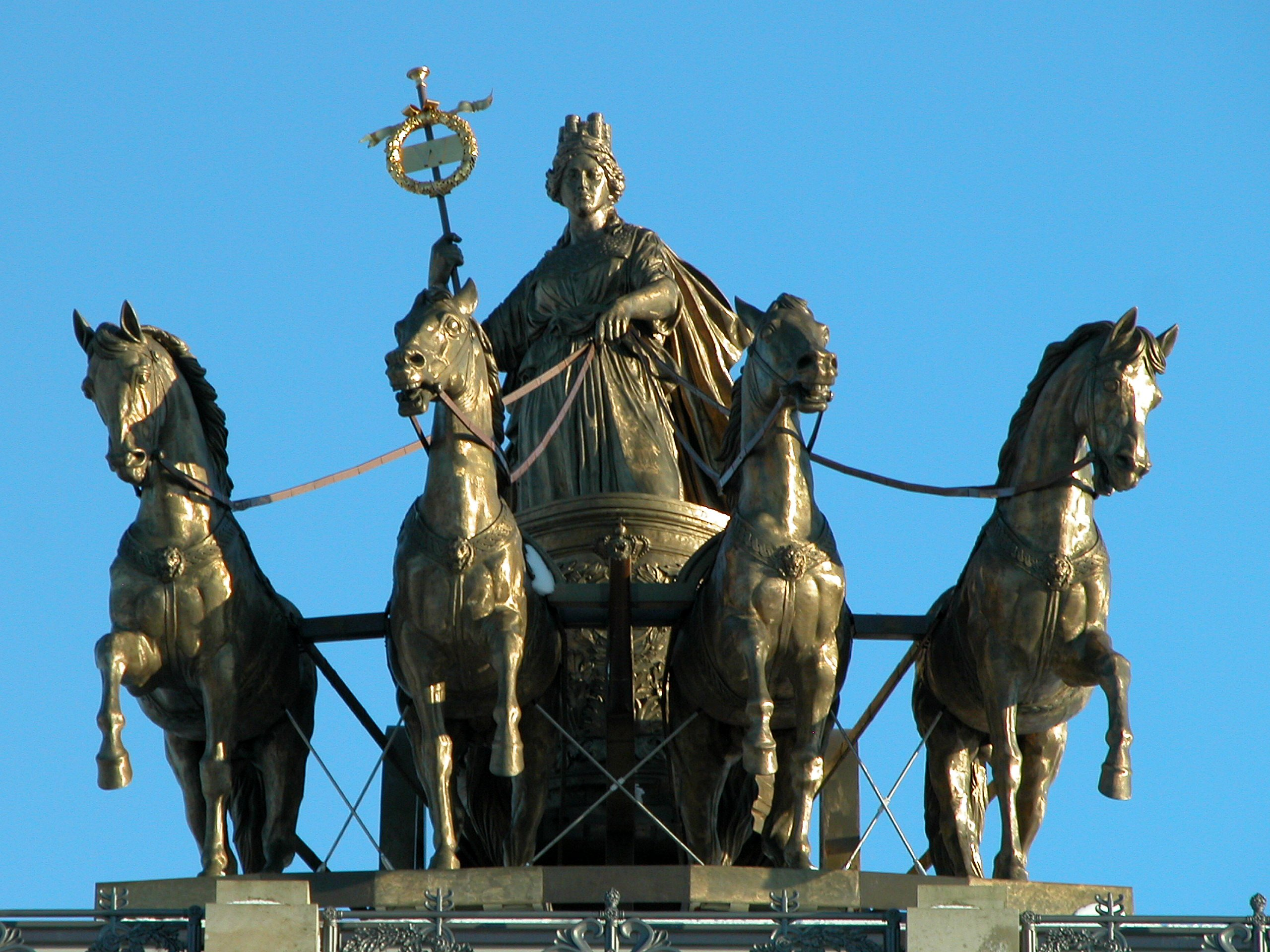
Cuadriga
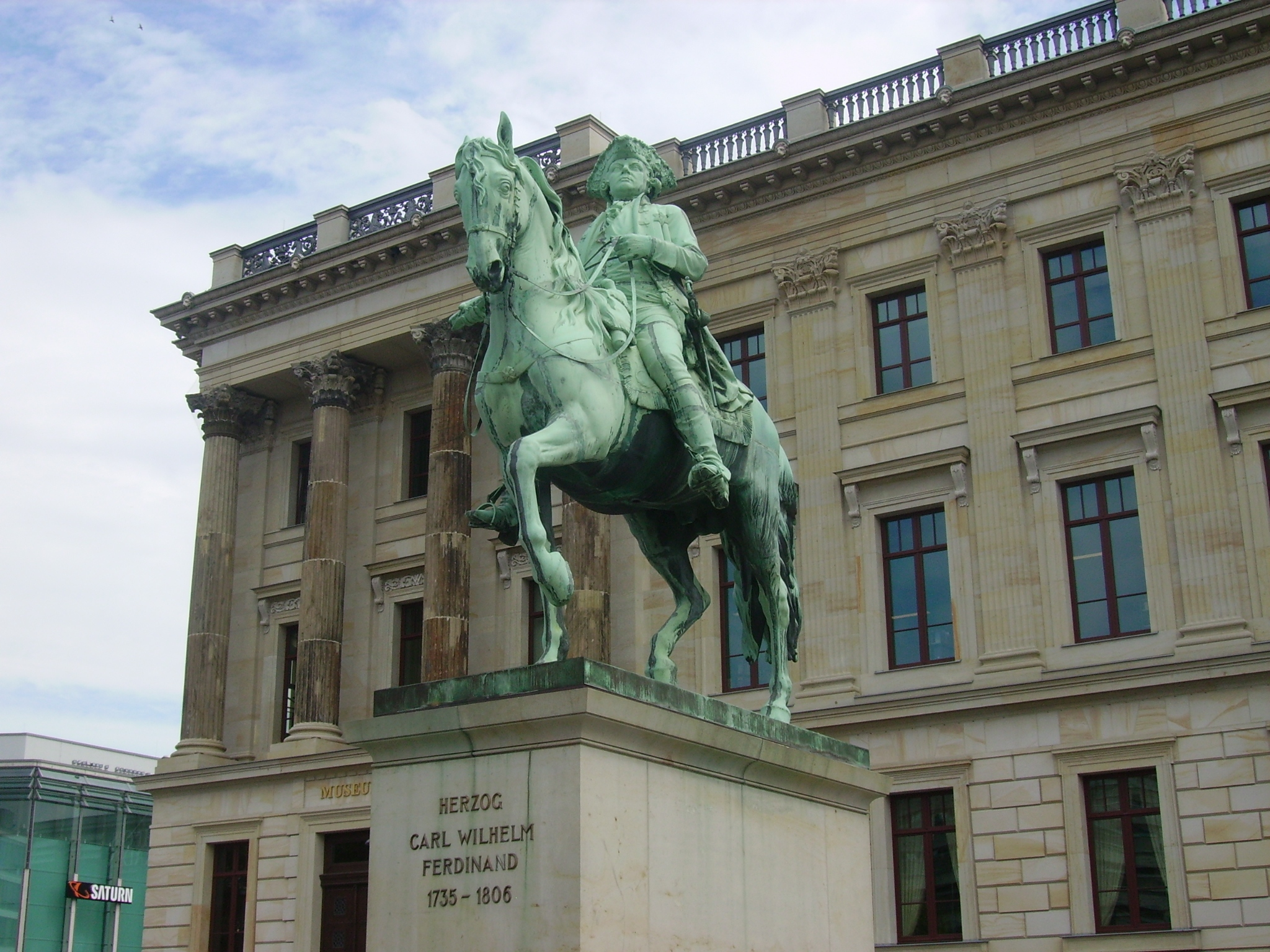
Escultura de Carlos Guillermo Fernando, Duque de Brunswick-Wolfenbüttel, en frente del Palacio de Brunswick.